# Kingsbury megye
Kingsbury megye az Amerikai Egyesült Államokban, azon belül Dél-Dakota államban található. Megyeszékhelye és legnagyobb városa De Smet. Lakosainak száma 5187 fő (2020. április 1.). Kingsbury megye Hamlin, Brookings, Lake, Miner, Beadle, Clark és Sanborn megyékkel határos.

## Népesség
A megye népességének változása:
| Lakosok száma | 5136 | 5152 | 5209 | 5065 | 4990 | 5187 |
|               | 2010 | 2011 | 2012 | 2013 | 2015 | 2020 |